# Ley Orgánica de Garantía Integral de la Libertad Sexual
La Ley Orgánica 10/2022, de 6 de septiembre, de garantía integral de la libertad sexual, más conocida como «ley del solo sí es sí» o «ley del sí es sí» (por la importancia que otorga al consentimiento en las relaciones sexuales) o también como ley Montero, por ser su promotora la entonces ministra de Igualdad, Irene Montero, es una ley española aprobada el 25 de agosto de 2022 que regula diversos aspectos relacionados con la violencia sexual.

## Génesis de la ley

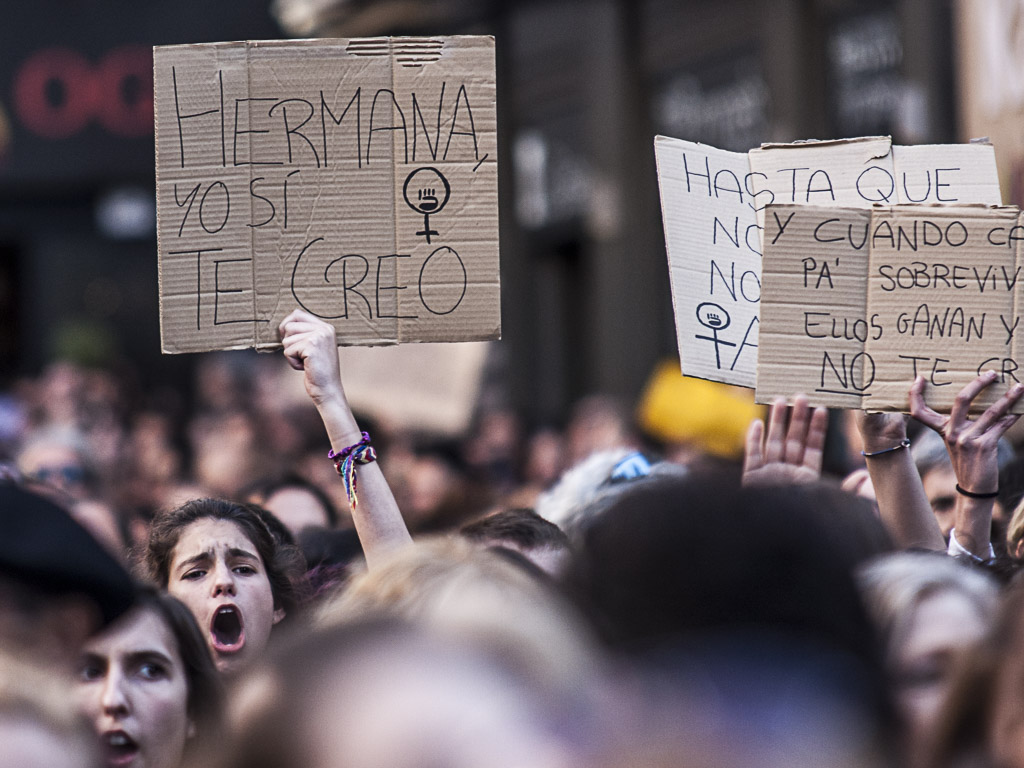
Manifestación en Pamplona en abril de 2018 tras la sentencia del Tribunal Superior de Justicia de Navarra sobre el caso de La Manada

El origen de esta ley se remonta al conocido como caso de La Manada, una violación grupal ocurrida durante las fiestas de San Fermín de Pamplona en 2016. Aunque el caso fue posteriormente revisado y sentenciado por el Tribunal Supremo como delito de agresión sexual, las sentencias previas de la Audiencia Provincial (en 2017) y del Tribunal Superior de Justicia de Navarra (en 2018) lo tipificaron inicialmente como abuso sexual.
Esta calificación inicial, junto con el voto particular del juez Ricardo González (que abogaba por la absolución de los cinco procesados), provocó una fuerte contestación ciudadana, con manifestaciones en diversas ciudades españolas, bajo los lemas de «no es abuso, es violación», «hermana, yo sí te creo» y «sólo sí es sí». Como consecuencia de estos hechos, el partido Podemos empezó a trabajar en la elaboración de una ley que endureciera las penas por estos delitos y que eliminara la diferenciación jurídica entre abuso y agresión sexual, de forma que se tipificara como agresión todo acto sexual sin consentimiento expreso.

## Contenido
La principal novedad de esta ley es unificar en un único tipo penal lo que antes se separaba en dos, abuso sexual y agresión sexual. Con esta reforma se tipifica cualquier relación sexual no consentida como agresión sexual. La necesidad de consentimiento se mantiene como requisito de la misma manera que lo era con la anterior redacción del Código Penal, nada ha cambiado en este aspecto.
Previamente a la aprobación de esta ley existían dos tipos penales diferentes, el abuso sexual y la agresión sexual, cuya principal diferencia se basaba en la existencia, o no, de violencia y/o intimidación. El debate durante el proceso judicial se centró en si la víctima había tenido las relaciones sexuales de forma consentida.
Las principales modificaciones introducidas por esta ley son las siguientes:
- Desaparece la distinción entre abuso sexual y agresión sexual, de forma que desaparece el abuso y todo acto sexual sin consentimiento pasa a ser considerado una agresión. Para ello se establece un sistema progresivo de penas, proporcionales a la gravedad del delito.
- Se refuerzan las medidas de protección a las víctimas, que tendrán recursos a su disposición aunque no presenten denuncia.
- Se establecen medidas de protección especial para las niñas y niños.
- El acoso callejero, definido como «dirigirse a otra persona con expresiones, comportamientos o proposiciones de carácter sexual que creen a la víctima una situación objetivamente humillante, hostil o intimidatoria, sin llegar a constituir otros delitos de mayor gravedad», pasa a considerarse delito que será castigado con trabajos en beneficio de la comunidad o con medidas de localización.
- Se incorporan medidas para luchar contra el negocio de la prostitución, posibilitando la persecución de los proxenetas.
- Se incluyen en la ley todas las violencias ejercidas contra las mujeres por el mero hecho de serlo, como son la mutilación genital femenina, el matrimonio forzado, el acoso con connotación sexual y la trata con fines de explotación sexual.
- Se pone el énfasis en la educación, estipulando que el sistema educativo incluya contenidos sobre educación sexual e igualdad de género y educación afectivo-sexual en todos los niveles educativos.

## Tramitación y aprobación
El 20 de julio de 2018, durante la XII legislatura, el Grupo Parlamentario Unidos Podemos-En Comú Podem-En Marea, registró una proposición de ley para dar respuesta al debate público sobre la violencia sexual originado como consecuencia de la sentencia de la Audiencia de Navarra sobre el caso de La Manada. Esta proposición llevaba el nombre de "Ley de Protección Integral de la Libertad Sexual y
para la erradicación de las violencias sexuales".
En 2019, como parte de los acuerdos para formar un gobierno de coalición, Unidas Podemos incluye la aprobación de «una Ley integral por la protección de la libertad sexual y contra las violencias sexuales, que garantice la sensibilización, prevención, detección, atención, protección y reparación. En el marco de esta ley reformaremos la legislación penal para garantizar que el consentimiento de la víctima sea clave en los delitos sexuales, de manera que, si una mujer no dice SÍ, todo lo demás es NO. Es decir, "Solo sí es sí"».
Durante la tramitación de esta ley se produjeron fuertes tensiones entre los socios del Gobierno, debidas a la rivalidad entre ambos partidos por el liderazgo del movimiento feminista.
El primer texto del anteproyecto de ley fue aprobado por el Consejo de Ministros en marzo de 2020. Tras la presentación del borrador del anteproyecto de ley de en marzo de 2020 y su revisión por los ministros jueces del Gobierno (el ministro de Justicia Juan Carlos Campo, la ministra de Defensa Margarita Robles y el ministro de Interior Fernando Grande-Marlaska, los tres del PSOE), el borrador fue descrito como una «especie de conferencia» o «tormenta de ideas» que había que revisar en profundidad, llegando a ser calificado de «chapuza jurídica». Como consecuencia de ello, el vicepresidente segundo del Gobierno Pablo Iglesias afirmó que «en las excusas técnicas creo que hay mucho machista frustrado» y Pablo Echenique, portavoz parlamentario de Unidas Podemos, afirmó que «parece que cuando se plantea un avance en los derechos de las mujeres haya quien esté deseando que venga un machote a decir: "Déjame, que yo te explico cómo hay que hacer las cosas"».
Recogiendo las aportaciones de otros ministerios, comunidades autónomas y diversos colectivos sociales, el Ministerio de Igualdad modificó el texto inicial e introdujo algunos cambios.
Entre febrero y marzo de 2021 se emitieron los informes preceptivos pero no vinculantes de diversos órganos como el Consejo General del Poder Judicial y el Consejo Fiscal, tras lo cual, el texto resultante del anteproyecto fue aprobado por el Consejo de Ministros en julio de 2021, pasando a la segunda fase de tramitación parlamentaria.
Se produjeron asimismo discrepancias en torno a la prohibición de la prostitución, aspecto que finalmente quedó fuera de esta ley.
Tras catorce meses de debates y trámites parlamentarios en el Congreso de los Diputados y en el Senado, la ley fue finalmente aprobada el 25 de agosto de 2022 con 205 votos a favor (PSOE, Unidas Podemos, Esquerra Republicana de Catalunya, Ciudadanos, PNV, EH Bildu, Más País, Compromís y Junts per Catalunya), 141 en contra (84 del PP, 52 de Vox, cuatro del grupo mixto y uno por error del PNV) y tres abstenciones (dos de la CUP y una del Partido Regionalista de Cantabria).
Fue sancionada por el Rey de España, Felipe VI el 6 de septiembre de 2022. Al día siguiente se publicó en el Boletín Oficial del Estado y entró en vigor treinta días después, el 7 de octubre de 2022.

## Valoración desde el ámbito jurídico

### Consejo General del Poder Judicial
Durante la tramitación de la ley el Consejo General del Poder Judicial (CGPJ) emitió, tras cuatro meses de debate y deliberaciones, un informe en el que se oponía por unanimidad al espíritu de la norma. El informe, cuyos ponentes fueron dos magistradas consideradas del sector progresista y un magistrado del sector conservador, planteaba objeciones técnico-jurídicas en relación con la inversión de la carga de la prueba, y con la reducción de los delitos de abuso y agresión a un único tipo.
Tras la publicación del informe, de carácter preceptivo pero no vinculante, el Ministerio de Igualdad manifestó que no tenía intención de variar los ejes de la ley, y la jueza y delegada del Gobierno contra la Violencia de Género, Victoria Rosell, manifestó que «la obligación del Gobierno y de los coproponentes, que son el Ministerio de Igualdad y el de Justicia, es seguir adelante y cumplir con el Convenio de Estambul».
Por su parte la jueza y ministra de Defensa, Margarita Robles, manifestó que aunque la decisión política corresponde al Gobierno, nunca se pueden dejar de lado los aspectos jurídicos de informes como los que realiza el CGPJ, y que «la máxima normalidad democrática que tenemos en España es que los órganos puedan emitir los informes y puedan ser críticos cuando entienden que hay decisiones del Gobierno que son mejorables».

### Consejo Fiscal
El Consejo Fiscal, de mayoría conservadora, aprobó también por unanimidad su informe en el que se mostraba favorable a la ley, aunque proponiendo una modificación de la redacción para aclarar la obligatoriedad del consentimiento en positivo. El cambio, concretamente, sugería cambiar el párrafo que decía «Se entenderá que no existe consentimiento cuando la víctima no haya manifestado libremente por actos exteriores, concluyentes e inequívocos conforme a las circunstancias concurrentes, su voluntad expresa de participar en el acto», para que, según El Confidencial, se redactara expresando "que sólo se entenderá que existiría consentimiento cuando la víctima [sic] hubiera manifestado libremente su voluntad expresa de participar en el acto", al considerar que con esta modificación quedaría más clara la importancia de este "sí" expreso.

### Asociación de Mujeres Juristas Themis
La Asociación de Mujeres Juristas Themis, que se había mostrado partidaria de una reforma del Código Penal que estableciera la necesidad de un consentimiento explícito en las relaciones sexuales, también manifestó durante la tramitación de la ley su desacuerdo con la rebaja generalizada de penas para los delitos contra la libertad sexual y advirtió que la reforma iba a suponer una imposición de penas más leves.

### Tribunal Supremo
En julio de 2023 el Tribunal Supremo consideró que esta ley implicaba “un cambio radical de modelo” al impedir graduar las penas en función de la violencia o los medios empleados para el ataque.

## Entrada en vigor, retroactividad y controversias
La entrada en vigor de la ley el 7 de octubre de 2022 dio lugar a diversas revisiones de condenas con reducción de penas, generando un fuerte debate tanto en los ámbitos jurídico y político como en la opinión pública.
Desde el Ministerio de Igualdad, la ministra Irene Montero achacó la situación a la existencia de jueces que «no están cumpliendo la ley por machismo» y abogó por reforzar la formación en igualdad en el sistema judicial. Asimismo, la delegada del Gobierno contra la Violencia de Género, Victoria Rosell afirmó que «el Gobierno hace su trabajo y lo hace muy bien proponiendo esta ley que es magnífica» y que el Poder Judicial tenía que hacer su trabajo «bien, formándose y aplicando la ley completa tal como es, no de una manera tan reaccionaria y sorprendente».
En respuesta a estas críticas, el CGPJ emitió un comunicado el 16 de noviembre de 2022 en el que mostraba su rechazo a los ataques vertidos contra los jueces por algunos responsables políticos en relación con la aplicación de la ley.
Asimismo, las cuatro asociaciones mayoritarias de jueces rechazaron las críticas lanzadas desde el Ministerio y recordaron que la reforma de las penas con que se castigan algunos delitos conlleva la necesidad de revisar sentencias por exigencia de principios constitucionales.
Desde el Gobierno, la ministra portavoz, Isabel Rodríguez, manifestó su «absoluto respeto a todos los jueces y juezas de los juzgados de primera instancia, a los magistrados en su trabajo y en su desempeño», y la magistrada y ministra de Defensa, Margarita Robles, rechazó las descalificaciones generalizadas a los jueces, afirmando que «esas descalificaciones a los jueces con carácter general ni las comparto ni me gustan».
Ángel Boza, condenado por el caso de La Manada, tras la aprobación de la ley, pidió a través de su letrado que se le rebajase la pena hasta los 13 años y 9 meses, y la Audiencia de Navarra se lo denegó. Tras esto, recurrió la decisión el 12 de febrero de 2023 y el pronunciamiento sobre este recurso se produjo el 12 de septiembre de 2023, cuando el Tribunal Superior de Justicia de Navarra acordó rebajar su pena de 15 a 14 años de prisión aplicando esta ley y contradiciendo la doctrina del Tribunal Supremo. Esta decisión causó que la víctima comunicara que no podrá rehacer su vida y que recurrirá la decisión, así como el Gobierno de Navarra. El 7 de noviembre de 2023, la Fiscalía recurrió la decisión.

### Reforma de abril de 2023
En febrero de 2023 el PSOE presentó en solitario una proposición de ley para reformar la polémica norma, al no poder alcanzar un acuerdo con sus socios de la coalición. La reforma se aprobó finalmente el 20 de abril de 2023, con el apoyo parlamentario del PSOE, PP, PNV y Ciudadanos. Se endurecieron las condenas por agresión sexual si concurrían violencia física o intimidación.Fue finalmente aprobada en abril de dicho año y publicada en el BOE el 29 de abril como Ley Orgánica 4/2023, de 27 de abril, para la modificación de la Ley Orgánica 10/1995, de 23 de noviembre, del Código Penal, en los delitos contra la libertad sexual, la Ley de Enjuiciamiento Criminal y la Ley Orgánica 5/2000, de 12 de enero, reguladora de la responsabilidad penal de los menores.

### Retroactividad favorable a delincuentes sexuales condenados y doctrina del Tribunal Supremo
| Escenario típico de agresión sexual                                        | Horquilla previa             | Horquilla LO 10/2022         | Horquilla LO 4/2023                |
| -------------------------------------------------------------------------- | ---------------------------- | ---------------------------- | ---------------------------------- |
| Víctima mayor de 16 años. Con violencia o intimidación. Sin acceso carnal. | 1 a 5 años (art. 178 CP)     | 1 a 4 años (art. 178.1 CP)   | 1 a 5 años (nuevo art. 178.3 CP)   |
| Víctima mayor de 16 años. Con violencia o intimidación. Con acceso carnal. | 6 a 12 años (art. 179 CP)    | 4 a 12 años (art. 179 CP)    | 6 a 12 años (nuevo art. 179.2 CP)  |
| Víctima menor de 16 años. Sin violencia o intimidación. Con acceso carnal  | 8 a 12 años (art. 183.3 CP)  | 6 a 12 años (art. 181.3 CP)  | 8 a 12 años (nuevo art. 181.4 CP)  |
| Víctima menor de 16 años. Con violencia o intimidación. Con acceso carnal  | 12 a 15 años (art. 183.3 CP) | 10 a 15 años (art. 181.3 CP) | 12 a 15 años (nuevo art. 181.4 CP) |

Debido a la modificación a la baja del tiempo mínimo y máximo de condena en la nueva redacción del delito de agresión sexual, se produjo un efecto retroactivo favorable a los reos por abuso o agresión sexual. Al no tener la ley una disposición transitoria, quedó a criterio de los jueces decidir cómo revisar la pena y si aplicar la disposición transitoria quinta del Código Penal, que establece que "en las penas privativas de libertad no se considerará más favorable este Código cuando la duración de la pena anterior impuesta al hecho con sus circunstancias sea también imponible con arreglo al nuevo Código".
Debido al cambio en las horquillas temporales de las condenas, hubo tribunales que redujeron condenas porque el tiempo máximo de condena se había reducido y, en otros casos, porque el tiempo mínimo era menor con la nueva ley con respecto a la anterior, pese a que la pena impuesta originalmente estaba en la horquilla de tiempo de condena que concedía la ley.
El criterio a seguir fue dispar entre las Audiencias provinciales: unas decidieron no rebajar las condenas cuando las penas a revisar podían imponerse en la nueva ley, mientras que otras sí reducían condenas aplicando el principio de retroactividad de la ley penal más favorable al reo (emanado directamente del artículo 2.2 del Código Penal y del artículo 9.3 de la Constitución española).
Los días 6 y 7 de junio de 2023, el pleno jurisdiccional de la Sala Segunda del Tribunal Supremo unificó criterios sobre el alcance de la retroactividad introducida por esta ley y rechazó la aplicación de la disposición transitoria quinta del Código Penal de 1995, que era el criterio defendido por el Gobierno, fiscalía y varias Audiencias provinciales para oponerse a las rebajas de las condenas de delincuentes sexuales.
Los argumentos definidos por el pleno jurisdiccional se plasmaron en veintinueve sentencias del pleno, que según el catedrático emérito de Derecho penal Enrique Gimbernat de la Universidad Complutense de Madrid pueden resumirse en los siguientes puntos extraídos de algunas de dichas sentencias:
- STS 473/2023: "En el caso de la LO 10/2022 el legislador ha prescindido de cualquier previsión de transitoriedad. Ha dejado operar sin matización alguna al art. 2.2 CP que dice lo que dice".
- STS 2823/2023: "Aplicar esa limitación de la DT 5.ª CP 1995 a la regla general de revisión de sentencias firmes recogida en el art. 2.2 CP, sin que exista una previsión transitoria y específica en la nueva disposición normativa supondría introducir una interpretación extensiva in malam partem que no tiene cabida en el Derecho penal".

Para abril de 2023, la nueva ley había llevado a 1 155 rebajas de condenas para delincuentes sexuales, 117 de los cuales habían salido de la cárcel antes de lo previsto.